# Paul Grimault
Paul Grimault   (Neuilly-sur-Seine, 23 de març de 1905 - Le Mesnil-Saint-Denis, 29 de març de 1994) fou un animador francès. Va realitzar pel·lícules d'animació tradicional. No va ser un artista molt prolífic però, tot i així, va deixar una forta empremta en el cinema d'animació francès, en el desenvolupament del qual, va influir decisivament.
Grimault va estudiar arts aplicades, la qual cosa el va portar a treballar en una agència de publicitat, on va crear els seus primers curts animats. El 1936 va fundar la seva pròpia productora, amb André Sarrut, la societat de cinema d'animació Els Gémeaux, la qual va desaparèixer el 1950. La productora va seguir fent animacions publicitàries, però va realitzar també pel·lícules de dibuixos animats, les quals van ajudar a Grimault a imposar-se com un dels animadors francesos més originals i elogiats de l'època.
Les produccions de Grimault estan impregnades de poesia (en part per la col·laboració gairebé continuada amb el poeta i autor teatral Jacques Prévert). A les seves obres, però, també destaquen el sentit de l'humor, l'emotivitat i el sentiment. El seu estil s'inspira en la pintura francesa, entre l'impressionisme i el cubisme. Des d'un altre punt de vista, les seves obres, recullen l'empremta d'un feliç populisme. S'adverteix un ressò de propostes lligades al Front Popular dels anys trenta.

## Animacions destacades
Entre les seves obres més importants, destaquen dues, inspirades en contes d'Andersen: el curtmetratge Le petit soldat (1947), guardonada amb el Gran Premi de Dibuix Animat a la Bienal de Venècia de 1948, i el llargmetratge La Bergère et le Ramoneur (1950), pel·lícula considerada una obra de delicat lirisme i elevada qualitat artística.
Val a dir, que la història d'aquesta darrera animació va ser convulsa. El soci de Grimault, André Sarrut, va voler distribuir-la quan encara no s'havia acabat i així ho va fer. Des d'aleshores, va haver tot un seguit de problemes amb els drets i d'actuacions legals, fins que, el 1979, Grimault va recuperar els drets i va poder muntar-la de nou, segons el seu gust, i completar-la. Aquesta segona versió, es va presentar amb el títol de Le roi et l'oiseau i va aconseguir el Premi Louis Delluc el desembre de 1979.